# Carrie Snodgress
Carrie Snodgress, née le 27 octobre 1945 à Park Ridge, et morte le 1er avril 2004 à Los Angeles, est une actrice américaine.

## Biographie
Carrie Snodgress est la compagne de Neil Young de 1971 à 1975. Leur fils Zeke Young nait le 8 septembre 1972. Il est atteint d'infirmité motrice cérébrale modérée, liée à un anévrisme cérébral prénatal.
Elle entretient ensuite une relation de plusieurs années avec le compositeur Jack Nitzsche, qui s'achève par des actes de violence pour lesquels il sera condamné en 1979.
Elle épouse en 1981 le peintre Robert Jones, dont elle se sépare après quelques années.
Hospitalisée à Los Angeles, en attente d'une greffe du foie, elle meurt d'insuffisance cardiaque et hépatique à l'âge de 58 ans.

## Filmographie sélective

### Cinéma
- 1969 : Easy Rider de Dennis Hopper : Femme (non créditée)
- 1969 : Silent Night, Lonely Night de Daniel Petrie : Janet
- 1970 : The Forty-Eight Hour Mile de Gene Levitt : Diane / Janet
- 1970 : Journal intime d'une femme mariée (Diary of a Mad Housewife) de Frank Perry : Tina Balser
- 1970 : Rabbit, Run (en) de Jack Smight : Janice Angstrom
- 1971 : The Impatient Heart de John Badham : Grace McCormack
- 1978 : Furie (The Fury) de Brian De Palma : Hester
- 1978 : Love's Dark Ride de Delbert Mann : Nancy Warren
- 1979 : Fast Friends de Steven Hilliard Stern : Diana Hayward
- 1979 : The Solitary Man de John Llewellyn Moxey : Sharon Keyes
- 1980 : Les 13 Marches de l'angoisse (The Attic) de George Edwards : Louise Elmore
- 1982 : Maîtresse de maison (en) (Homework) de James Beshears : Dr. Delingua
- 1982 : Trick or Treats de Gary Graver : Joan O'Keefe Adams
- 1983 : Strip Academy (A Night in Heaven) de John G. Avildsen : Mrs. Johnson
- 1985 : Pale Rider, le cavalier solitaire (Pale Rider) de Clint Eastwood : Sarah Wheeler
- 1986 : La Loi de Murphy (Murphy's Law) de J. Lee Thompson : Joan Freeman
- 1986 : Rémission pour un voyou (L.A. Bad) : Margot
- 1988 : Blueberry Hill (en) de Strathford Hamilton : Becca Dane
- 1989 : Chill Factor de David McKenzie : Amy Carlisle
- 1991 : Rebelles ( Across the tracks) : Rosemary Maloney
- 1993 : The Ballad of Little Jo : Ruth Badger
- 1994 : Cœur de champion (8 Seconds) : Elsie Frost
- 1994 : Blue Sky : Vera Johnson
- 1995 : White Man (White Man's Burden) : Josine
- 1998 : Sexcrimes (Wild Things) : Ruby
- 1999 : Hors-la-loi (en) (A Stranger in the Kingdom) : Ruth Kinneson
- 2000 : Ed Gein, le boucher (In the Light of the Moon) : Augusta W. Gein
- 2001 : Bartleby (en) : Book Publisher
- 2001 : Les Vampires du désert (The Forsaken) : Ina Hamm
- 2004 : Volonté de fer (Iron Jawed Angels) de Katja von Garnier : Mrs. Paul

### Télévision
- 1969 : Le Virginien (TV) saison 7 épisode 17 (Crime wave in Buffalo springs) : Josie
- 1984 : Nadia d'Alan Cooke (TV) : Stefania Comăneci
- 1984 : Les routes du paradis saison 1 épisode 3 (To Touch the Moon) : Evelyn Nealy
- 1988 : Vendredi 13 (série télévisée) (Saison 1, épisode 18) : Dr. Viola Rhodes
- 1993 : X-Files : Aux frontières du réel (The X-Files) (série télévisée) (Saison 1, épisode 4) : Darlene Morris
- 1995 : Chicago Hope : La Vie à tout prix (série télévisée) (Saison 2, épisode 4) : Mrs. Weber
- 1996 : Le Droit d'être mère (All She Ever Wanted) : Alma Winchester
- 1998 : Urgences (série télévisée)(Saison 4, épisode 22) : Mrs. Lang
- 2003 : À la Maison-Blanche (série télévisée) (Saison 4, épisode 17) : Mrs. Martha Rowe

## Récompenses et nominations
- 1971 : Golden Globe de la meilleure actrice dans un film musical ou une comédie, rôle de Tina Balser dans Journal intime d'une femme mariée ;
- 1971 : Nomination pour l'Oscar de la meilleure actrice, rôle de Tina Balser dans Journal intime d'une femme mariée.